# برايان غرينواي
برايان غرينواي هو كاتب أغاني وعازف قيثارة ومغني كندي، ولد في 1 أكتوبر 1951 في هاوكيسبيري في كندا.

## وصلات خارجية
- برايان غرينواي على موقع ميوزك برينز (الإنجليزية)
- برايان غرينواي على موقع أول ميوزيك (الإنجليزية)
- برايان غرينواي على موقع ديسكوغز (الإنجليزية)